# Mike Gardiner
Pour les articles homonymes, voir Gardiner.
Michael James Gardiner (né le 19 octobre 1965 à Sarnia, Ontario, Canada) est un ancien lanceur droitier de baseball, qui a joué dans les Ligues majeures de 1990 à 1995.

## Carrière
Mike Gardiner fait ses débuts avec les Mariners de Seattle, pour qui il lance dans cinq rencontres en 1990. Ceux-ci le transfèrent aux Red Sox de Boston en retour du releveur Rob Murphy (en) juste avant le début de la saison 1991. À Boston, Gardiner est utilisé comme lanceur partant, compilant des dossiers de 9-10 et 4-10.
Le 8 décembre 1992, les Red Sox l'échangent aux Expos de Montréal en compagnie du joueur des ligues mineurs Terry Powers pour faire l'acquisition du voltigeur Iván Calderón. Montréal l'utilise dans 24 rencontres en 1993, dont 22 fois en relève, avant de le congédier en août. Il trouve du travail chez les Tigers de Detroit, avec qui il évoluera de la fin de la saison 1993 jusqu'en 1995.